# Саримолдаєвський сільський округ
Саримолда́євський сільський округ (каз. Сарымолдаев ауылдық округі, рос. Сарымолдаевский сельский округ) — адміністративна одиниця у складі Меркенського району Жамбильської області Казахстану. Адміністративний центр — село Саримолдаєва.
Населення — 13575 осіб (2021; 10486 у 2009, 10062 у 1999, 6212 у 1989).
Станом на 1989 рік існувала Кузьминська сільська рада (села Єкпінді, Кузьминка, Ойтал). 1997 року до складу Саримолдаєвського сільського округу приєднано ліквідований Акаральський сільський округ. 2002 року Акаральський сільський округ був відновлений.

## Склад
До складу округу входять такі населені пункти:
| Населений пункт    | Старі назви | Населення, осіб (1989) | Населення, осіб (1999) | Населення, осіб (2009) | Населення, осіб (2021) |
| ------------------ | ----------- | ---------------------- | ---------------------- | ---------------------- | ---------------------- |
| Єкпенди, село      | Єкпінді     | 916                    | 945                    | 1087                   | 1061                   |
| Ойтал, село        | -           | 933                    | 876                    | 977                    | 958                    |
| Саримолдаєва, село | Кузьминка   | 4363                   | 8241                   | 8422                   | 11556                  |